# دوچاینزدل
دوچاینزدل (به آلمانی: Deutscheinsiedel) یک منطقهٔ مسکونی در آلمان است که در دوچینیدورف واقع شده‌است.